# Класичний науатль
Класичний науатль (також відомий просто як ацтек або науатль) — це будь-який із варіантів науатль, яким розмовляли в Долині Мехіко та центральній Мексиці як лінгва франка під час завоювання Мексики в 16 столітті.
Протягом наступних століть вона була значною мірою витіснена іспанською мовою та еволюціонувала до деяких із сучасних ацтекських мов, які використовуються сьогодні. Класифікована як мертва мова. Класичним науатлем збереглось через безліч письмових джерел, транскрибованих народами науа та іспанцями латинським шрифтом.

## Класифікація
Класичний науатль є однією з мов науа в юто-ацтекській сім'ї . Вона класифікується як центральний діалект і найбільш тісно пов'язана із сучасними діалектами науатль, якими розмовляли в долині Мехіко.
Ймовірно, що класична мова науатль, задокументована письмовими джерелами 16-го та 17-го століть, представляє особливо престижний соціолект. Тобто різновид мови науатль, записана в цих документах, швидше за все, більшою мірою відповідає мовленню ацтекської знаті, тоді як простолюдини розмовляли дещо іншим соціолектом.
| a  | [a]  | a                                                                       |
| e  | [e]  | e                                                                       |
| i  | [i]  | i                                                                       |
| о  | [o]  | o                                                                       |
| u  | [u]  | o                                                                       |
| a  | [aː] | ā                                                                       |
| e  | [eː] | ē                                                                       |
| i  | [iː] | ī                                                                       |
| о  | [oː] | ō                                                                       |
| u  | [uː] | ō                                                                       |
| p  | [p]  | p                                                                       |
| t  | [t]  | t                                                                       |
| k  | [k]  | qu (перед i та e) c (у всіх інших випадках)                             |
| c  | [ts] | tz                                                                      |
| č  | [tʃ] | ch                                                                      |
| λ  | [tɬ] | tl                                                                      |
| kw | [kʷ] | cu (перед голосними) uc (у всіх інших випадках)                         |
| m  | [m]  | m                                                                       |
| n  | [n]  | n                                                                       |
| s  | [s]  | c (перед e та i) z (у всіх інших випадках)                              |
| š  | [ʃ]  | x                                                                       |
| y  | [j]  | y                                                                       |
| w  | [w]  | hu (перед голосними) uh (у всіх інших випадках)                         |
| l  | [l]  | l                                                                       |
| ll | [lː] | ll                                                                      |
| ʼ  | [ʔ]  | ◌̀ (на попередню голосну в слові) ◌̂ (на попередню голосну в кінці слова) |
| ʼ  | [h]  | ◌̀ (на попередню голосну в слові) ◌̂ (на попередню голосну в кінці слова) |